# Panthera leo sinhaleyus
Il leone dello Sri Lanka (Panthera leo sinhaleyus), noto anche come leone di Ceylon, era una sottospecie preistorica di leone, endemica dello Sri Lanka. Sembra che si sia estinto prima dell'arrivo degli uomini culturalmente moderni, circa 37.000 anni prima di Cristo.
Di questo leone conosciamo solamente due denti ritrovati nei depositi di Kuruwita. Sulla base di questi denti, P. Deraniyagala nel 1939 riconobbe questa sottospecie. Comunque, le informazioni che ci danno sono troppo insufficienti per determinare quanto possa essere stata differente dalle altre sottospecie di leone. Deraniyagala non spiegò esplicitamente come diagnosticò l'olotipo di questa sottospecie come appartenente al leone, sebbene giustificò la sua posizione di distinta sottospecie di leone dal momento che questi denti erano «più stretti e più allungati» di quelli dei leoni attuali nella collezione del Museo di storia naturale di Londra.